# Colle della Vecchia
Il Colle della Vecchia (in francese, Col de la Vieille - 2.185 m s.l.m.) è un valico alpino delle Alpi Biellesi situato tra la Provincia di Biella e la Valle d'Aosta. Collega Piedicavallo, in Valle del Cervo (BI), con Gaby e la Valle del Lys (AO). Sul colle passa il confine tra il territorio comunale di Gaby e quello di una frazione montana di Sagliano Micca (BI).

## Toponimo
Il suo nome deriva da leggenda locale la quale narra di una fanciulla che, dopo aver avuto notizia dell'uccisione del proprio promesso sposo, si rifugiò nei pressi del sottostante lago vivendo fino a tarda età in compagnia di un orso.

## Storia e descrizione

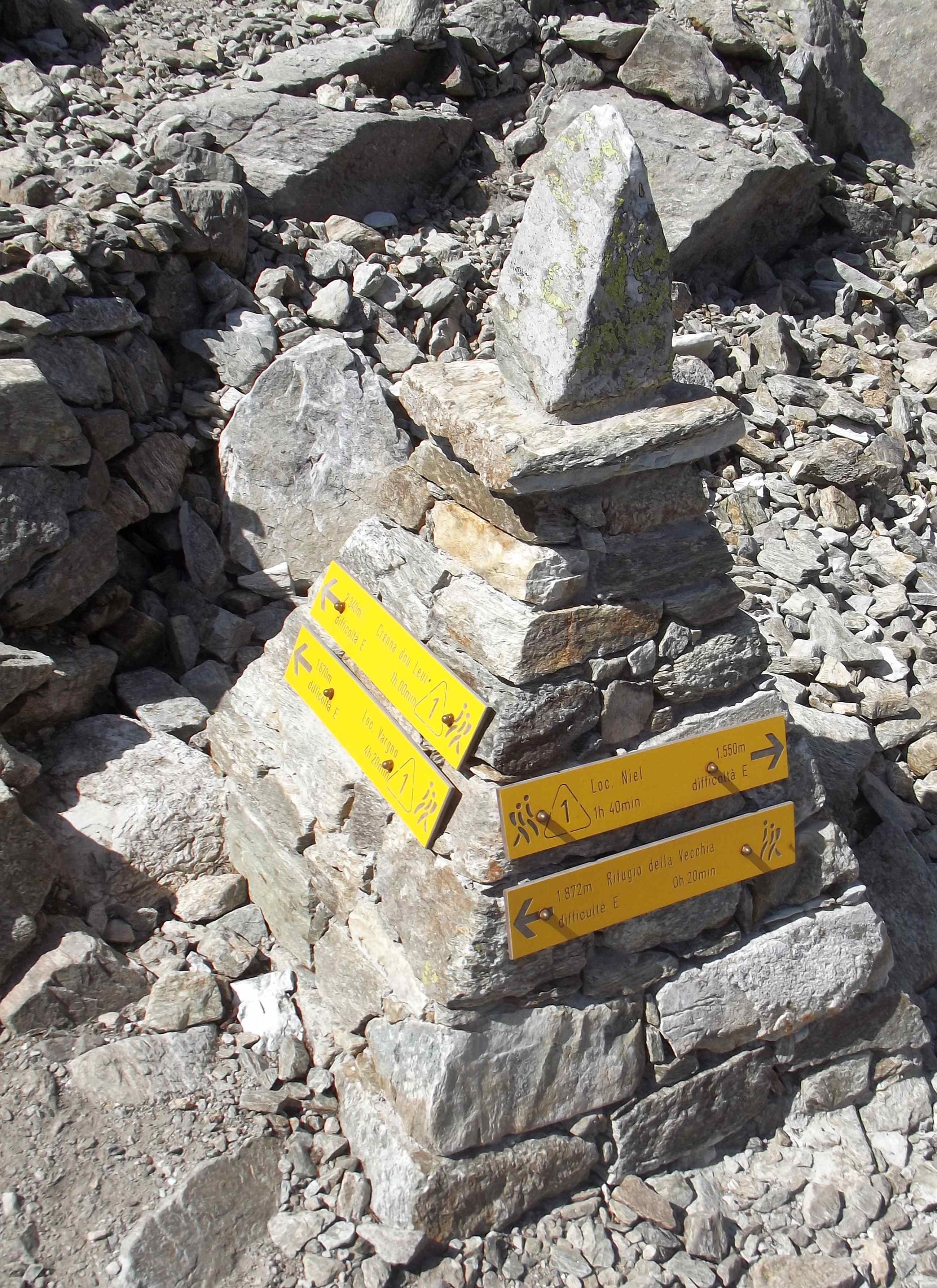
La piramide di pietrame con i segnavia sul colle

Il colle si apre tra la cresta che culmina a nord-ovest con la Punta Caparelle (2.409 m) e la Punta della Vecchia (2.387 m); esso fa parte del crinale che dalla Punta Tre Vescovi prosegue verso sud dividendo il Biellese dalla Valle del Lys.
La costruzione della mulattiera che attraversa il colle fu finanziata dal senatore Federico Rosazza  e fu completata nel novembre del 1877.
Su una paretina rocciosa nei pressi del valico un'iscrizione incisa da un provetto scalpellino della valle, Battista Rosazza Bertina, raffigura due valligiane, una della Valle del Cervo e l'altra della Valle di Gressoney, che si salutano nelle rispettive parlate locali. L'incisione ricorda anche l'anno di realizzazione della mulattiera, l'ideatore e gli esecutori dell'opera. Questa fu all'epoca di estrema importanza perché rendeva decisamente più agevole il collegamento tra due zone montane allora fittamente abitate e con intensi legami comunitari e commerciali.

## Accesso
L'accesso avviene per sentiero da Gaby o da Piedicavallo, in questo secondo caso passando per il Lago della Vecchia.
 
Dal colle transita anche l'Alta Via delle Alpi Biellesi, un trekking con caratteristiche in parte alpinistiche.